# بينو دانييلي
بينو دانييلي (بالإيطالية: Pino Daniele)‏ هو ملحن ومغني ومغن مؤلف إيطالي، ولد في 19 مارس 1955 في نابولي في إيطاليا، وتوفي في 4 يناير 2015 في روما في إيطاليا بسبب نوبة قلبية.

## وصلات خارجية
- الموقع الرسمي
- بينو دانييلي على موقع IMDb (الإنجليزية)
- بينو دانييلي على موقع ميوزك برينز (الإنجليزية)
- بينو دانييلي على موقع أول ميوزيك (الإنجليزية)
- بينو دانييلي على موقع ديسكوغز (الإنجليزية)
- بينو دانييلي على موقع قاعدة بيانات الفيلم (الإنجليزية)